# Municipio de Lack
El municipio de Lack (en inglés: Lack Township) es un municipio ubicado en el condado de Juniata en el estado estadounidense de Pensilvania. En el año 2000 tenía una población de 750 habitantes y una densidad poblacional de 5.1 personas por km².

## Geografía
El municipio de Lack se encuentra ubicado en las coordenadas 40°21′00″N 77°40′59″O / 40.35000, -77.68306.

## Demografía
Según la Oficina del Censo en 2000 los ingresos medios por hogar en la localidad eran de $29,565 y los ingresos medios por familia eran de $32,115. Los hombres tenían unos ingresos medios de $26,635 frente a los $19,063 para las mujeres. La renta per cápita de la localidad era de $14,016. Alrededor del 14,9% de la población estaba por debajo del umbral de pobreza.